# Попович, Небойша
Небойша Попович (серб. Небојша Поповић, 28 апреля 1947, Приедор, Югославия) — югославский гандболист, полевой игрок. Олимпийский чемпион 1972 года, участник летних Олимпийских игр 1976 года, двукратный бронзовый призёр чемпионата мира 1970 и 1974 годов.

## Биография
Небойша Попович родился 28 апреля 1947 в югославском городе Приедор (сейчас в Боснии и Герцеговине).
Играл в гандбол за «Борац» из Баня-Луки. В его составе по четыре раза выигрывал чемпионат и Кубок Югославии, в 1976 году завоевал Кубок европейских чемпионов.
В 1972 году вошёл в состав сборной Югославии по гандболу на летних Олимпийских играх в Мюнхене и завоевал золотую медаль. Играл в поле, провёл 6 матчей, забил 11 мячей (по три в ворота сборных США и Чехословакии, по два — ФРГ и Румынии, один — Японии).
В 1976 году вошёл в состав сборной Югославии по гандболу на летних Олимпийских играх в Монреале, занявшей 5-е место. Играл в поле, провёл 6 матчей, забил 14 мячей (пять — в ворота сборной Канады, четыре — Японии, по два — Дании и ФРГ, один — СССР).
Завоевал две бронзовых медали чемпионата мира — в 1970 году во Франции, в 1974 году в ФРГ.
Дважды выигрывал золотые медали гандбольных турниров Средиземноморских игр — в 1967 году в Тунисе, в 1975 году в Алжире.
В течение карьеры провёл за сборную Югославии 115 матчей, забил 252 мяча.
По окончании игровой карьеры работал в бельгийском гандболе, был техническим директором сборной Бельгии.
С 2007 года живёт в Катаре, работает хирургом в спортивной клинике.